# Пекур Олександр Валентинович
Олекса́ндр Валенти́нович Пе́кур (17 листопада 1990 року, с. Гурівщина, Києво-Святошинський район, Київська область — 12 березня 2021 року, м. Мар'їнка, Покровський район, Донецька область) — старший солдат, номер обслуги гранатометного відділення взводу вогневої підтримки 54-го окремого розвідувального батальйону Збройних сил України, учасник російсько-української війни.

## Із життєпису
Закінчив загальноосвітню школу в рідному селі, після чого в Києві здобув фах електромонтажника. Відслужив строкову.
Учасник Антитерористичної операції на сході України та Операції об'єднаних сил на території Донецької та Луганської областей з 2015 року. Призваний за мобілізацією, після чого залишився у війську на контракті. Брав участь у боях біля Зайцевого та Мар'їнки. Після закінчення служби мріяв створити родину.
Загинув 12 березня 2021 року на бойовому посту, близько 20:00, у районі м. Мар'їнка, внаслідок прицільного пострілу російського снайпера.
Похований 16 березня в рідній Гурівщині. Залишились мати, бабуся та брат.

## Нагороди та вшанування
- Указом Президента України № 202/2021 від 20 травня 2021 року «за особисту мужність і самовіддані дії, виявлені у захисті державного суверенітету та територіальної цілісності України» — нагороджений орденом «За мужність» III ступеня (посмертно)[1].